# Hymy
Hymy est un magazine publié à Helsinki en Finlande.
Ce mensuel appartient à Otavamedia.

## Ligne éditoriale
Le magazine est à ses débuts une revue pour les jeunes mais il se transforme rapidement en magazine de divertissement, potins et nouvelles.

## Historique
La revue est fondée en 1959 par Urpo Lahtinen qui lui donne le prénom de son épouse.

## Diffusion
En 1970 Hymy est diffusé à 435 000 exemplaires.
En 2007, elle est de 904 000 exemplaires.
En 2010, la diffusion est de 88 637 exemplaires.
En 2011, elle s'élève à 87 876 exemplaires, pour tomber à 73788 exemplaires en 2012.
Le nombre de lecteurs est de 237000 based en 2013 selon le bureau finlandais de contrôle des diffusions.